# Philo (Ohio)
Philo – wieś w Stanach Zjednoczonych, w stanie Ohio, w hrabstwie Muskingum.